# 三条公広
三条 公広（さんじょう きんひろ）は、安土桃山時代から江戸時代前期にかけての公卿。権中納言・三条実綱の養子。官位は正二位・権大納言。三条家19代当主。主に後陽成天皇（107代）・後水尾天皇（108代）の二代に亘り仕えた。

## 経歴
内大臣・三条西公国の次男として誕生。母は左大臣・西園寺公朝の娘。初名は公盛（きんもり）。
叔父・三条実綱の養子となって三条家の家督を相続した。天正9年（1581年）1月叙爵。以降累進して慶長2年（1597年）1月従三位に昇り公卿に列する。慶長4年（1599年）6月公広と改名。慶長9年（1604年）8月正三位、慶長11年（1606年）1月権中納言。慶長14年（1609年）1月従二位。慶長17年（1612年）12月権大納言に叙任。
慶長19年（1614年）1月には正二位へと進んだが、大臣になる前の寛永3年（1626年）10月、薨去。享年50。惜しまれて死後に内大臣を追贈されている。

## 系譜
- 父：三条西公国
- 母：西園寺公朝の娘
- 養父：三条実綱（1562-1581）
- 正室：正親町三条公仲の娘
  - 男子：三条実秀（1598-1671）